# San Miguel (Arizona)
San Miguel statisztikai település az USA Arizona államában, Pima megyében. Lakosainak száma 205 fő (2020. április 1.).

## Népesség
A település népességének változása:

| 2010 | 197 |
| 2020 | 205 |